# Бизускио
Бизускио (итал. Bisuschio) је насеље у Италији у округу Варезе, региону Ломбардија.
Према процени из 2011. у насељу је живело 4055 становника. Насеље се налази на надморској висини од 357 м.

## Становништво
| 1931. | 1936. | 1951. | 1961. | 1971. | 1981. | 1991. | 2001. | 2011. |
| ----- | ----- | ----- | ----- | ----- | ----- | ----- | ----- | ----- |
| 1.356 | 1.200 | 1.746 | 2.447 | 3.321 | 3.624 | 3.757 | 3.794 | 4.267 |